# Пывъях
Пывъях (устар. Пыв-Ях) — река в России, протекает по Нефтеюганскому району Ханты-Мансийского АО. Устье реки находится в 268 км от устья реки Большой Салым по левому берегу. Длина реки составляет 96 км, площадь водосборного бассейна — 912 км². Высота истока — 76,4 м над уровнем моря.

## Данные водного реестра
По данным государственного водного реестра России, относится к Верхнеобскому бассейновому округу, водохозяйственный участок реки — Обь от города Нефтеюганск до впадения реки Иртыш, речной подбассейн реки — Обь ниже Ваха до впадения Иртыша. Речной бассейн реки — Верхняя Обь до впадения Иртыша.
Код объекта в государственном водном реестре — 13011100212115200050055.

### Притоки
(указано расстояние от устья)
- 23 км: Эне-Термотьега
- 37 км: Таутъега
- 53 км: Кингъях
- 57 км: Тыутъях
- 69 км: Айшиш
- 74 км: Энтльшиш
- 90 км: Ай-Пывъях